# Transhab

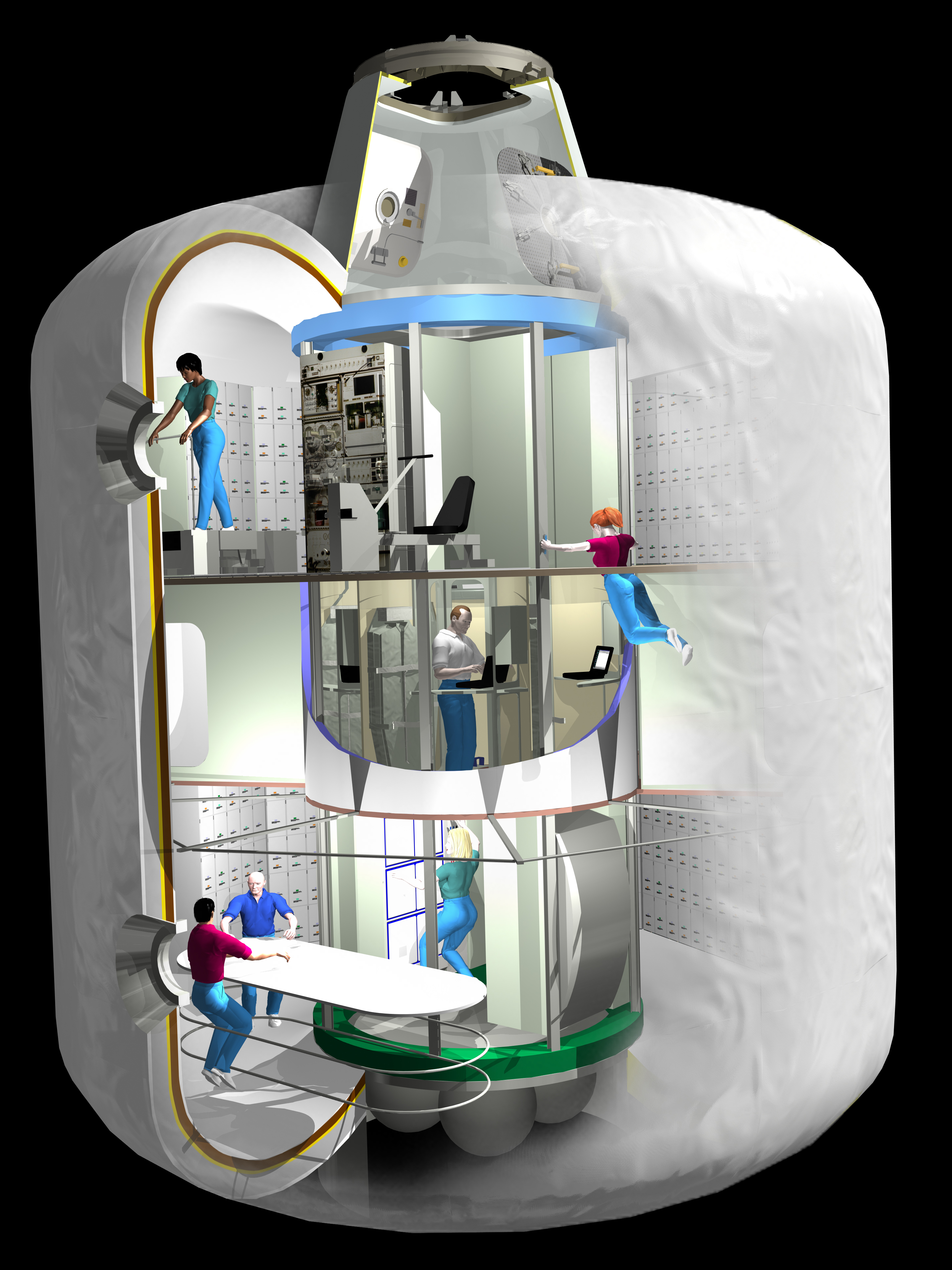
Vue en coupe du projet Transhab.

Transhab (ou TransHab) est un projet de la NASA ayant pour but de développer une technologie d'habitats gonflables dans l'espace. Plus précisément, TransHab est conçu comme alternative au module d'habitation, rigide, de la Station spatiale internationale, qui est également annulé par la suite. Lorsqu'ils sont dégonflés, les modules gonflables offrent une forme compacte théoriquement « plus facile à lancer », s'ajoutant à leur plus grande légèreté. Lorsqu'il est complètement déployé, Transhab atteint 8,2 mètres de diamètre (à comparer aux 4,4 mètres de diamètre du module Columbus).

## Historique
Le concept du Transhab est un module habitable développé par la NASA en collaboration avec la société ILC Dover à la fin des années 1990 pour servir de logement à l'équipage des missions habitées vers Mars durant leur transit entre la Terre et Mars. Il s'agit de réaliser un habitacle plus léger que les modules en aluminium traditionnels afin de réduire les coûts des missions martiennes. Le nom du projet, contraction de Transit Habitat, reflète cet objectif initial. À l'époque la Station spatiale internationale dont les premières esquisses remontent à deux décennies est en plein développement et rencontre des problèmes de dépassements budgétaires. La Chambre des représentants des États-Unis interdit à la NASA de poursuivre le projet TransHab pour ne pas pénaliser le développement de la Station spatiale. Les brevets de la NASA sont rachetés par la société Bigelow Aerospace avec l'objectif de construire des hôtels dans l'espace destiné notamment à des clients pratiquant le tourisme spatial,,,,,,. 
La société Bigelow Aerospace exploite les brevets en développant le module Genesis Pathfinder Genesis I, une version à échelle un tiers d'un plus grand habitat spatial est lancé le 12 juillet 2006 par un lanceur russe Dnepr. La société lance ensuite le module Genesis II le 28 juin 2007 et projette de lancer une Bigelow Commercial Space Station constituée de modules gonflables, sur le modèle du B330, actuellement en développement.

## Technologie
La conception du Transhab est une structure hybride qui combine l'efficacité d'utilisation et de mise en œuvre d'une structure gonflable (masse et encombrement au lancement réduits) avec les avantages d'une structure rigide.

### Conception de la paroi gonflable

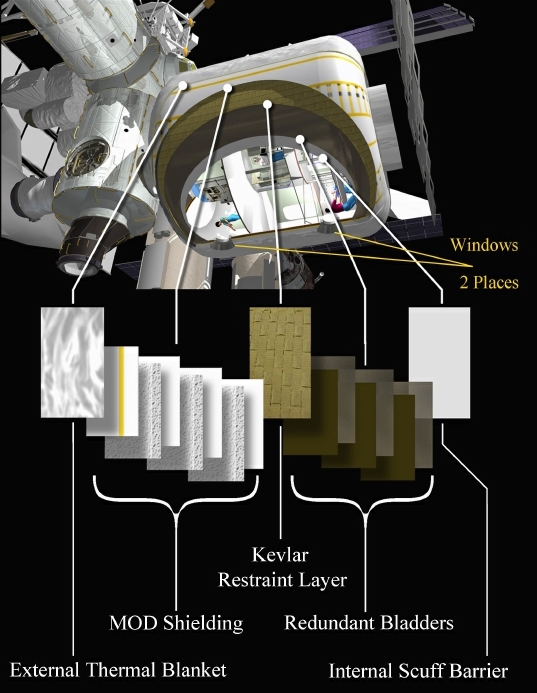
Vue en coupe de Transhab multi-couches, des boucliers contre les débris spatiaux et micrométéorites.

La paroi gonflable du Transhab se compose de plusieurs couches de matelas d'isolation thermique, de protection contre des météorites et débris spatiaux, une couche de retenue optimisé et une enveloppe redondante avec une couche de protection.
La conception de la paroi gonflable de plusieurs pieds d'épaisseur Transhab comprend près de deux douzaines de couches. Les couches sont façonnées pour briser les particules de débris spatiaux et les météorites minuscules qui peuvent frapper la coque avec une vitesse de sept fois plus importante qu'une balle. Les couches externes protègent plusieurs enveloppes intérieures, faites d'un matériau qui tient dans l'air du module. La coque assure également l'isolation contre la température dans l'espace qui peut varier de +121 degrés Celsius (+250 degrés Fahrenheit) au soleil à -128 degrés Celsius (-200 degrés Fahrenheit) à l'ombre.
La clé de la protection contre les débris dans le prototype et les unités de conception est constituée de couches successives de Nextel, un matériau couramment utilisé comme isolant sous le capot de nombreuses voitures, espacées par plusieurs couches, de quelques centimètres d'épaisseur, de mousse à cellules ouvertes, semblable à la mousse utilisée pour les coussins de chaise sur Terre. Les couches de mousse et de Nextel brisent l'énergie d'une particule dès qu'elle touche la protection, en perdant de plus en plus de son énergie car elle pénètre plus profondément.
Plusieurs couches dans l'enveloppe, qui sont formées d'une couche de Kevlar tissé très résistant, maintiennent la forme du module. L'air est maintenu à l'intérieur par trois enveloppes de Combitherm, matériau couramment utilisé dans les emballages alimentaires. La couche la plus profonde, formant la paroi interne du module, est en tissu de Nomex, un matériau résistant au feu qui protège aussi l'enveloppe des éraflures et des égratignures.

### Disposition du module TransHab
Transhab doit être composé de quatre niveaux/étages.
Niveau 1
Le premier niveau doit abriter une cuisine avec un réfrigérateur-congélateur, un four à micro-ondes, un distributeur d'eau et des équipements de préparation des aliments ainsi qu'une table pouvant accueillir 12 personnes, assez pour permettre à un équipage permanent entier et un équipage de remplacement de s'asseoir ensemble pour des réunions ou des repas. Il doit y avoir trois galées, un grand tableau carré, une fenêtre de visualisation de la Terre et un tableau de rangement souple. La fenêtre de visualisation de la Terre mesure 51 centimètres de diamètre et est située près de la salle à manger. La fenêtre comporte quatre volets totalisant 10,2 centimètres d'épaisseur et un cadre dur autour de chaque fenêtre qui s'attache à toutes les couches de la coque du module.
Niveau 2
Quartiers de l'équipage : la conception des quartiers de l'équipage comprenne six quartiers individuels, de 2,3 mètres cubes de volume chacun, un passage central situé au sein de la structure du cœur central du second niveau, et des réservoirs d'eau. Chaque compartiment contient un sac de couchage, une zone pour le rangement des objets personnels, et un centre de divertissement informatique de loisirs et de travail personnel.
Salle des machines : la salle des machines est externe au cœur central et utilise seulement la moitié de la surface au sol. Elle est isolée acoustiquement et visuellement. L'autre moitié de cette zone est une claire-voie « clerestory » au-dessus de la zone carré. La salle des machines se compose d'un système de support de vie, d'équipements électriques et d'équipements avioniques et fournit des flux d'air de retour des Niveaux 1 et 3 par des ouvertures.
Niveau 3
Le troisième niveau doit abriter une aire d'exercice avec un tapis roulant et un vélo stationnaire. La conception prévoit également un système de santé complet de soins avec tous les types de matériel médical d'urgence, et une sorte de zone « bain de l'espace » prévue pour nettoyer le corps. En outre, ce niveau contient un espace de rangement souple identique à celui du Niveau 1.
Espace de soins de santé : la conception de l'unité de soins de santé comprend deux baies ISS Crew Health Care System, un compartiment Full Body Cleansing Compartment, un espace pour se changer, un équipement d'exercice (tapis roulant et vélo ergonomique), une zone divisible pour examens médicaux privés et des conférences, ainsi qu'une fenêtre de visualisation de la Terre de 51 centimètres de diamètre (hublot identique à celui du Niveau 1), située près de la zone d'exercice.
Stockage : armoires à parois souples qui fournissent des espaces de rangement pour les pièces de rechange, les fournitures, les vêtements et autres équipements. S'il est construit, Transhab double la capacité de rangement disponible sur la Station spatiale internationale.
Niveau 4
Le tunnel pressurisé est destiné à fournir une voie de passage entre le Transhab et tout véhicule auquel il est attaché. La conception originale du tunnel comprend deux écoutilles standard de la Station spatiale internationale et abrite des équipements critiques nécessaires au cours de l'expansion du module, tels que l'avionique et l'équipement électrique.